# 高山镇 (荣县)
高山镇，是中华人民共和国四川省自贡市荣县下辖的一个乡镇级行政单位。

## 行政区划
高山镇下辖以下地区：
高山铺社区、汪家山社区、东升村、清水寺村、营盘村、半边坡村、红观音村、太阳村、乱石山村、马塘村、石灰坡村、黄桷湾村、太平寺村、正义村、桐子坳村、凉水井村、牛王庙村、棬子坪村、黄花村、东阳村、八仙村、萝卜沟村、鸦鹊冲村和浸水村。